# Masyntes
Masyntes is een geslacht van rechtvleugeligen uit de familie Eumastacidae. De wetenschappelijke naam van dit geslacht is voor het eerst geldig gepubliceerd in 1889 door Karsch.

## Soorten
Het geslacht Masyntes omvat de volgende soorten:
- Masyntes camaguei Rehn & Rehn, 1942
- Masyntes exitus Rehn & Rehn, 1942
- Masyntes gundlachi Scudder, 1875
- Masyntes macaca Rehn & Rehn, 1942
- Masyntes meddix Rehn & Rehn, 1942
- Masyntes poeyi Rehn & Rehn, 1942